# Mount Brazeau
Mount Brazeau är ett berg i Kanada.   Det ligger i provinsen Alberta, i den centrala delen av landet, 3 100 km väster om huvudstaden Ottawa. Toppen på Mount Brazeau är 3 496 meter över havet.
Terrängen runt Mount Brazeau är bergig åt nordväst, men åt sydost är den kuperad. Mount Brazeau är den högsta punkten i trakten. Trakten runt Mount Brazeau är nära nog obefolkad, med mindre än två invånare per kvadratkilometer.. Det finns inga samhällen i närheten. 
Trakten runt Mount Brazeau består i huvudsak av gräsmarker.